# Mus orangiae
Mus orangiae (Roberts, 1926) è un roditore della famiglia dei Muridi diffuso nell'Africa meridionale.

## Descrizione

### Dimensioni
Roditore di piccole dimensioni, con la lunghezza della testa e del corpo tra 52 e 69 mm, la lunghezza della coda tra 36 e 40 mm, la lunghezza del piede tra 12 e 14 mm e la lunghezza delle orecchie tra 9 e 14 mm.

### Aspetto
La pelliccia è soffice. Le parti superiori sono rossicce con la base dei peli grigia e cosparse di peli con la punta nerastra sulla schiena, mentre le parti inferiori e le zampe sono bianche. Il muso è appuntito, le vibrisse sono lunghe. Le orecchie sono brunastre, lunghe e arrotondate. La coda è più corta della testa e del corpo ed è brunastra sopra e più chiara sotto. Le femmine hanno due paia di mammelle pettorali e due paia inguinali.

## Biologia

### Comportamento
È una specie terricola e notturna. Costruisce nidi tra gli ammassi rocciosi o in termitai in disuso.

## Distribuzione e habitat
Questa specie è diffuso nelle province sudafricane del Free State, del Capo Orientale e nel Lesotho.
Vive nei prati d'altura. Sembra tollerare il disturbo ambientale.

## Conservazione
La IUCN Red List, considerato l'areale esteso e la mancanza di minacce, classifica M.orangiae come specie a rischio minimo (Least Concern).